# Rumilly-en-Cambrésis
Rumilly-en-Cambrésis là một xã ở tỉnh Nord ở miền bắc nước Pháp. Xã này có diện tích 6,76 km², dân số năm 1999 là 1509 người. Xã nằm ở khu vực có độ cao trung bình 68 mét trên mực nước biển. 